# Adler Standard 8
Der Adler Standard 8 ist ein PKW-Modell, das die Automobilfirma Adler 1928 herausbrachte. Die klassische Konstruktion mit Starrachsen und Hochbettrahmen entsprach im Wesentlichen der des ein Jahr früher erschienen Modells Standard 6. Der Wagen mit Hinterradantrieb, der auch als 15/70 PS bezeichnet wurde, hatte einen Motor mit 8 Zylindern. 
1931 erschien der Standard 8 mit stärkerem Motor (15/80 PS). Von beiden Modellen wurden bis 1933 zusammen 1720 Stück gefertigt.
1933 wurde das verbesserte Nachfolgemodell Achtzylinder auf den Markt gebracht, das – wie die kleineren Modelle Favorit 2U und Standard 6 3U – einen Niederrahmen mit vorderer Einzelradaufhängung und ein Vierganggetriebe besaß. Dieses Modell wurde bis 1934 gebaut.

## Technische Daten
| Typ                   | Standard 8 (15/70 PS)                      | Standard 8 (15/80 PS)                      | Achtzylinder                               |
| --------------------- | ------------------------------------------ | ------------------------------------------ | ------------------------------------------ |
| Bauzeitraum           | 1928–1930                                  | 1931–1933                                  | 1933–1934                                  |
| Aufbauten             | T4, L4, Cb2                                | L4, Cb2                                    | L4, PL4, Cb2                               |
| Motor                 | 8-Zylinder-Reihenmotor, 4-Takt-Ottoprinzip | 8-Zylinder-Reihenmotor, 4-Takt-Ottoprinzip | 8-Zylinder-Reihenmotor, 4-Takt-Ottoprinzip |
| Ventile               | stehend (sv)                               | stehend (sv)                               | stehend (sv)                               |
| Bohrung × Hub         | 75 mm × 110 mm                             | 75 mm × 110 mm                             | 75 mm × 110 mm                             |
| Hubraum               | 3887 cm³                                   | 3887 cm³                                   | 3887 cm³                                   |
| Nennleistung          | 70 PS (51,5 kW)                            | 80 PS (58,8 kW)                            | 80 PS (58,8 kW)                            |
| Verbrauch pro 100 km  | 19 Liter                                   | 20 Liter                                   | 20 Liter                                   |
| Höchstgeschwindigkeit | 100 km/h                                   | 105 km/h                                   | 105 km/h                                   |
| Leergewicht           | 1520–1650 kg                               | 1650–1800 kg                               | 1800 kg                                    |
| Zul. Gesamtgewicht    | 2070–2200 kg                               | 2250–2400 kg                               | 2400 kg                                    |
| Bordspannung          | 6 Volt                                     | 6 Volt                                     | 6 Volt                                     |
| Länge                 | 4750 mm                                    | 4750 mm                                    | 4750–4900 mm                               |
| Breite                | 1770 mm                                    | 1770 mm                                    | 1770–1860 mm                               |
| Höhe                  | 1880 mm                                    | 1880 mm                                    | 1800–1880 mm                               |
| Radstand              | 3325 mm                                    | 3325 mm                                    | 3325–3475 mm                               |
| Spur vorne / hinten   | 1440 mm / 1440 mm                          | 1440 mm / 1440 mm                          | 1440 mm / 1440 mm                          |
| Wendekreis            | 12,8 m                                     | 12,8 m                                     | 12,8 m                                     |

- T4 = 4-türiger Tourenwagen
- L4 = 4-türige Limousine
- PL4 = 4-türige Pullman-Limousine
- Cb2 = 2-türiges Cabriolet

## Quelle
- Werner Oswald: Deutsche Autos 1920–1945. 10. Auflage. Motorbuch Verlag, Stuttgart 1996, ISBN 3-87943-519-7.